# Sormiou
Sormiou est un quartier du 9e arrondissement de Marseille. 
Il comprend le Parc du Roy d'Espagne, partagé avec le quartier de la Pointe-Rouge voisin; la Cayolle; la zone d'aménagement concerté du Baou de Sormiou et la Calanque de Sormiou. 
Il s'agit d'un quartier essentiellement résidentiel.

## Cinéma
La carrière de pierre de Sormiou a fait l'objet d'un tournage, en décors pour la série Draculi & Gandolfi de Guillaume Sanjorge,,.